# Kovács Zoltán (labdarúgó, 1984)
Kovács Zoltán (Medgyesegyháza, 1984. október 29. –) magyar labdarúgó, 2019-től a Budafoki MTE
kapusa.

## Pályafutása
Az MTK Budapest csapatának saját nevelésű labdarúgója. 2002 óta volt a felnőtt keret tagja, de csak 2004 májusában debütált a Soproni VSE elleni mérkőzésen, ahol 12 perc játék lehetőséget kapott. 2002-ben kölcsön szerepelt egy évre a BFC Siófok csapatánál, ahol 15 mérkőzésen állt a gólvonalon a szezon során. 2004-ben két évre ismét kölcsön került a Balaton parti csapathoz. Két év alatt 45 bajnoki mérkőzésen szerepelt a csapatban. 2006-ban három évre került kölcsönbe a Kaposvár csapatához, ahol nem tudta teljes mértékben beverekednie magát a kezdőcsapatba, de így is 26 bajnoki mérkőzésen volt a csapat tagja. 2009-ben egy évre ismét kölcsönadta az MTK, ezúttal a Diósgyőri VTK klubjának, ahol 9 bajnokin kapott szerepet. 2010 nyarán visszatért a Kaposvár csapatához, ahol kezdőkapus lett.
2011 júniusában aláírt a ciprusi első osztályba frissen feljutott Árisz Lemeszú csapatához egy évre. 22 mérkőzésen védett a szezon során, majd a szintén ciprisu Néa Szalamína csapatába igazolt, ahol fél év után szerződést bontott. 2013 nyarán próbajátékon szerepelt a román Dinamo Bucuresti csapatánál. 2015. június 26-án aláírt az Újpest FC csapatához.